# 재키 크루즈
재키 크루즈(Jackie Cruz, 1986년 8월 8일 ~ )는 도미니카 공화국계 미국의 배우, 가수, 모델이다.

## 음반 목록
- Hollywood Gypsy (2010)

## 출연 작품
- FBI 데스트랩 (2021) - 수잔나 역